# Kalif Young
Kalif Karl Young (ur. 5 kwietnia 1997 w Vaughan) – kanadyjski koszykarz występujący na pozycjach silnego skrzydłowego lub środkowego, reprezentant kraju, od 2023 zawodnik Anwilu Włocławek.

## Kariera sportowa
W 2015 zajął siódme miejsce w turnieju Nike Global Challenge. Rok później wystąpił w meczu gwiazd kanadyjskich szkół średnich BioSteel All Canadian i został wybrany jego MVP.
W sezonie 2021/2022 zawodnik Grupa Sierleccy Czarni Słupsk.
24 czerwca 2023 został zawodnikiem Anwilu Włocławek.

## Osiągnięcia
Stan na 29 listopada 2023, na podstawie, o ile nie zaznaczono inaczej.

### NCAA
- Uczestnik turnieju NCAA (2017, 2018)
- Laureat nagród drużyny:
  - Marvin Barnes Defensive Player Award (2020)
  - Lenny Wilkens Hustle Award (2018, 2019)
  - John Zannini Coaches Award (2019)
  - Most Promising Prospect (2017)
- Zaliczony do I składu Big East All-Academic (2019)

### Indywidualne
- Zaliczony do I składu kolejki OBL (10 – 2023/2024)[5]

### Reprezentacja
Seniorska
- Uczestnik amerykańskich kwalifikacji do mistrzostw świata (2021)

Młodzieżowe
- Brązowy medalista mistrzostw Ameryki U–16 (2013)
- Uczestnik mistrzostw świata U–17 (2014 – 6. miejsce)